# Luis Marté
Pour les articles homonymes, voir Marté.
Luis Alfredo Marte (né le 26 août 1986 à San Cristóbal, République dominicaine) est un lanceur droitier des Ligues majeures de baseball.

## Carrière
Luis Marte signe son premier contrat professionnel en 2005 avec les Tigers de Detroit.
Il fait ses débuts dans le baseball majeur le 1er septembre 2011 pour les Tigers par une brève sortie de deux tiers de manche en relève contre Kansas City. Le 3 septembre, il est crédité de sa première victoire en carrière dans le gain des Tigers sur les White Sox de Chicago. En 2012, il lance 22 manches et un tiers en 13 sorties pour les Tigers. Ajoutant une victoire, il maintient une moyenne de points mérités de 2,82.
Marté lance 26 manches au total en deux saisons pour les Tigers. Il remporte deux victoires contre aucune défaite, enregistre 22 retraits sur des prises et affiche une moyenne de points mérités de 2,77 en 17 matchs.
En 2013, il s'aligne en ligues mineures avec les Mud Hens de Toledo, club-école des Tigers.